# Le Rouret

Le Rouret este o comună în departamentul Alpes-Maritimes din sud-estul Franței. În 1 ianuarie 2022 avea o populație de 4.198 de locuitori.